# Swantibor II.
Swantibor II., auch Swantibor IV., (* um 1408/1410; † spätestens 1436) war ein Herzog von Pommern aus dem Greifenhaus. Er regierte in einem Teil von Pommern-Wolgast zunächst ab 1425 gemeinsam mit seinem Bruder Barnim VIII., nach einer weiteren Teilung dann allein in einem kleineren Teil, der das Gebiet der Insel Rügen und die Stadt Stralsund umfasste.

## Leben
Swantibor II. war der jüngste Sohn von Herzog Wartislaw VIII. von Pommern-Wolgast und dessen Gemahlin Agnes von Sachsen-Lauenburg. Er hatte zwei ältere Brüder, Wartislaw (* um 1398; † 1414/1415) und Barnim VIII. (* um 1406; † 1451), sowie eine Schwester, Sophia († nach 1453).
Als sein Vater Wartislaw VIII. im Jahre 1415 starb, führte zunächst dessen Witwe Agnes von Sachsen-Lauenburg die Vormundschaft über ihre überlebenden Söhne Barnim VIII. und Swantibor II. – der älteste Sohn Wartislaw war vor dem Vater gestorben – sowie über die Söhne ihres verstorbenen Schwagers Barnim VI., ihre Neffen Wartislaw IX. und Barnim VII. Der Herzogin Agnes stand dabei ein Regentschaftsrat unter Kord Bonow zur Seite. Mit Erreichen der Volljährigkeit aller Thronerben erfolgte 1425 eine Landesteilung im Herzogtum Pommern-Wolgast. Dabei erhielten Barnim VIII. und Swantibor II. das Gebiet des Fürstentums Rügen. Später (möglicherweise erst 1435) teilten beide ihr Gebiet weiter auf: Der jüngere Swantibor II. erhielt das Gebiet der Insel Rügen und die Stadt Stralsund, der ältere Barnim VIII. das übrige Gebiet des Fürstentums Rügen auf dem Festland (Pommern-Barth).
Herzog Swantibor II. war, soweit bekannt, nicht verheiratet. Sein Todesjahr ist nicht bekannt. Der Historiker Adolf Häckermann nahm in der Allgemeinen Deutschen Biographie (1875) an, Swantibor II. sei im Jahre 1440 gestorben. Nach den Forschungen des Historikers Adolf Hofmeister hingegen ist Swantibor II. wohl bereits zwischen 1432 und 1436 gestorben.
Wo Herzog Swantibor II. beigesetzt wurde, ist nicht sicher überliefert. Genannt werden das Kloster Neuenkamp und das Franziskanerkloster Stralsund.
Nach dem Tod Herzog Swantibors II. fiel sein Herrschaftsgebiet an seinen älteren Bruder, Herzog Barnim VIII.

## Zählung
Die Zählung der Angehörigen des Greifenhauses ist seit jeher verwickelt. Von Alters her herrscht hier eine Ungleichheit, die manche Verwirrung hervorruft. Die modernere Vorgehensweise zählt grundsätzlich nur die ins Erwachsenenalter gelangten Angehörigen des engeren Greifenhauses. Danach wird dieser Swantibor als Swantibor II. gezählt. Zählt man hingegen alle Angehörigen des Greifenhauses, so ergibt sich die Zählung als Swantibor IV., die in der älteren Literatur anzutreffen war und sich beispielsweise noch in der Allgemeinen Deutschen Biographie findet.

## Verweise